# Gien
Gien is een stad aan de rivier de Loire in Frankrijk in het departement Loiret. Ze ligt 100 kilometer ten zuiden van Parijs en telde op 1 januari 2022 13.431 inwoners.

## Geschiedenis en bezienswaardigheden
In Gien ligt het kasteel van Gien. Dit kasteel gaat terug op een feodale burcht, maar dit werd vanaf 1482 omgebouwd naar een renaissancekasteel in opdracht van Anna van Beaujeu (1461-1522), de oudste dochter van koning Lodewijk XI. Anna trok zich na haar regentschap terug in Gien en Moulins en liet hier grote werken uitvoeren. Het kasteel wisselde in de loop der eeuwen meermaals van eigenaar. Eind 19de eeuw werd het aangekocht door het departement Loiret. Het kasteel wordt dan het onderkomen voor de "sous-préfecture", de rechtbank en de gevangenis. In 1952 veranderde de bestemming ervan en werd het "Musée de la chasse" (het museum van de jacht). 
De oudste kerk bij het kasteel was de Saint-Étienne die later de Saint-Pierre werd genoemd, hiervan is alleen de klokkentoren bewaard gebleven. De kerk is verschillende keren herbouwd, in 1832 door François Pagot. Tijdens de Tweede Wereldoorlog werden in 1940 het schip en het koor vernietigd. De kerk werd door de hoofdarchitect van Les Monuments Historiques Paul Gélis tussen 1950 en 1954 in haar huidige vorm herbouwd. Het schip is uitgevoerd in roze baksteen met zwarte details, het interieur wordt gekenmerkt door ronde, slanke pilaren tussen het schip en de zijbeuken. De huidige naam (sinds 1954) is église de Sainte-Jeanne-d'Arc. In de kerk bevindt zich een klein ruiterstandbeeld van Jeanne d'Arc, die op op 29 juni 1429 met een leger en de Franse kroonprins vanuit Gien naar Reims vertrok om de kroonprins daar als koning Karel VII te laten zalven. De kerk is in 2001 opgenomen in de inventaris van Historische monumenten.
Een brug met twaalf pijlers over de Loire leidt naar het zuiden. De brug dateert uit de 13de eeuw en werd in de 15de eeuw herbouwd door Anna van Beaujeu. Onder Lodewijk XV kreeg ze haar huidig aanzien met twaalf bogen in plaats van de oorspronkelijke dertien. Op de brug is een ijzeren kruis gewijd aan Saint Nicolas en op het westelijke brughoofd een plaquette met de historie.
Het stadje is in 1940 aan het begin de Tweede Wereldoorlog ernstig getroffen door Duitse bombardementen. De stadsbrand die hierop volgde, duurde drie dagen en vernielde 422 gebouwen; ook de grote kerk is toen grotendeels verwoest. Vanaf 1946 begon de heropbouw onder leiding van architect André Laborie.

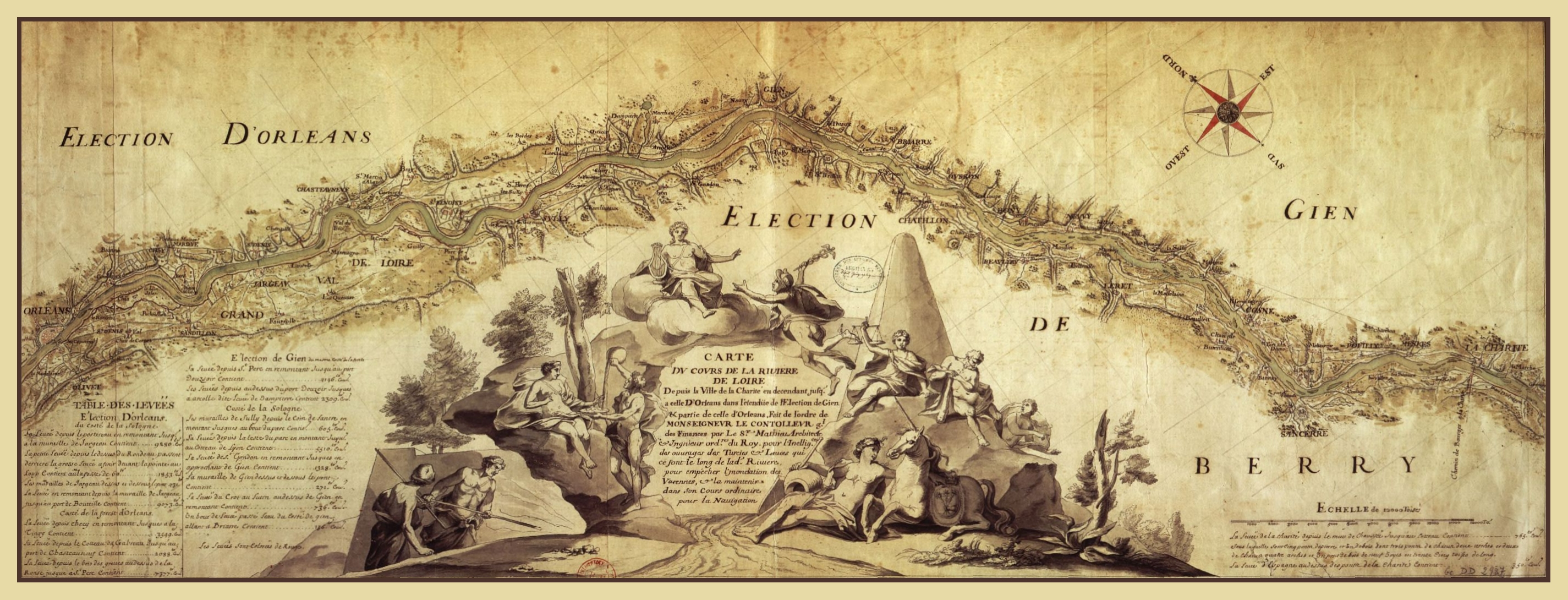
Kaart 1725
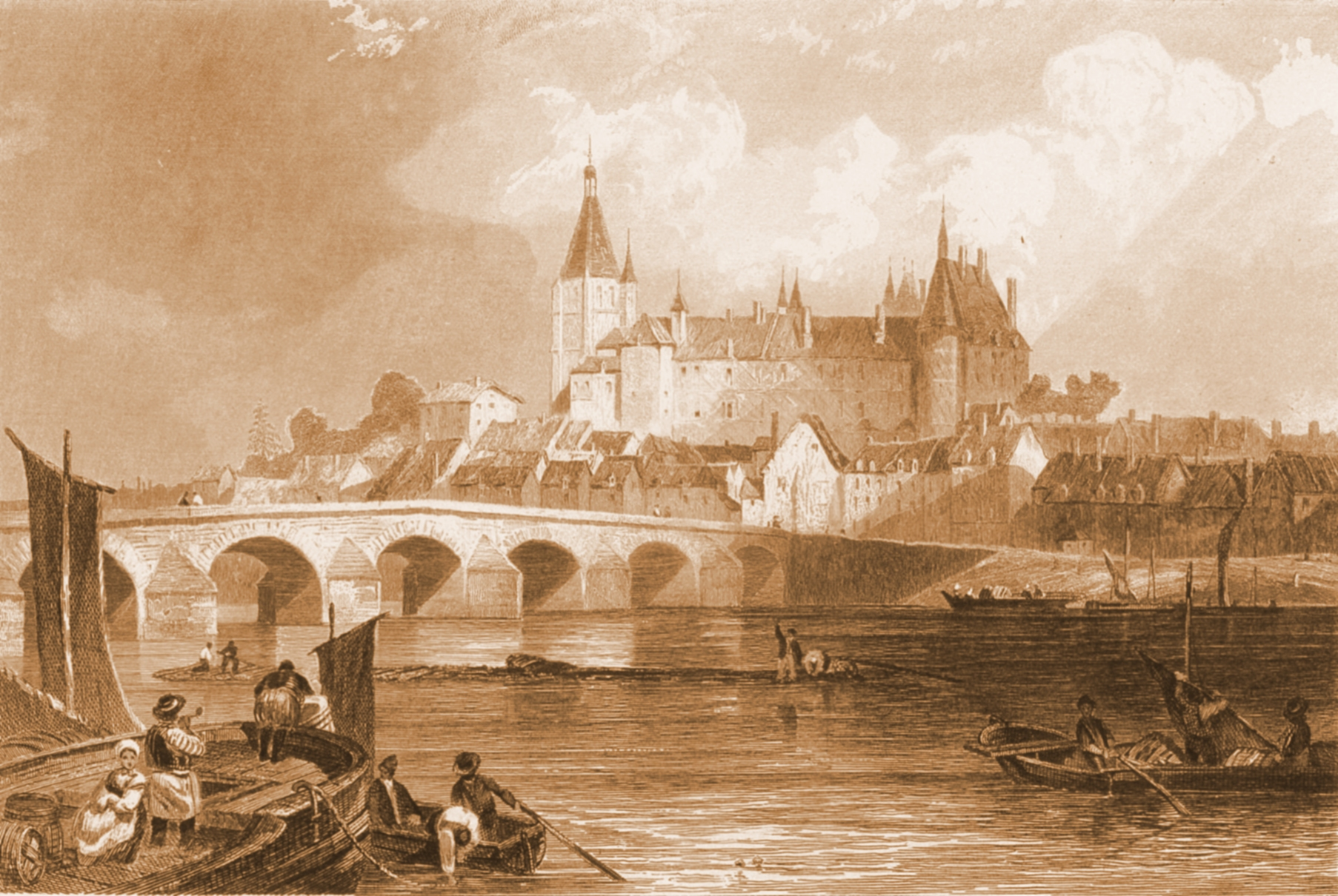
Gravure 1870
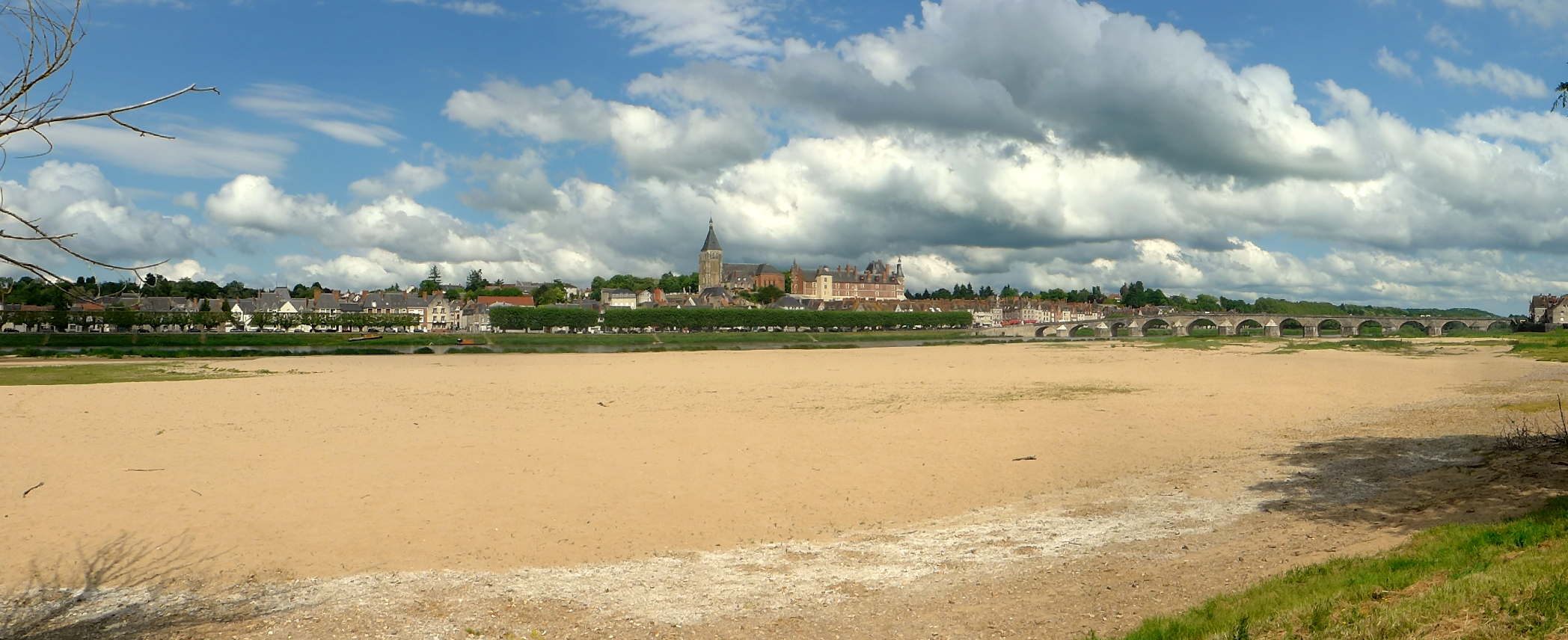
Panorama vanuit het zuidwesten
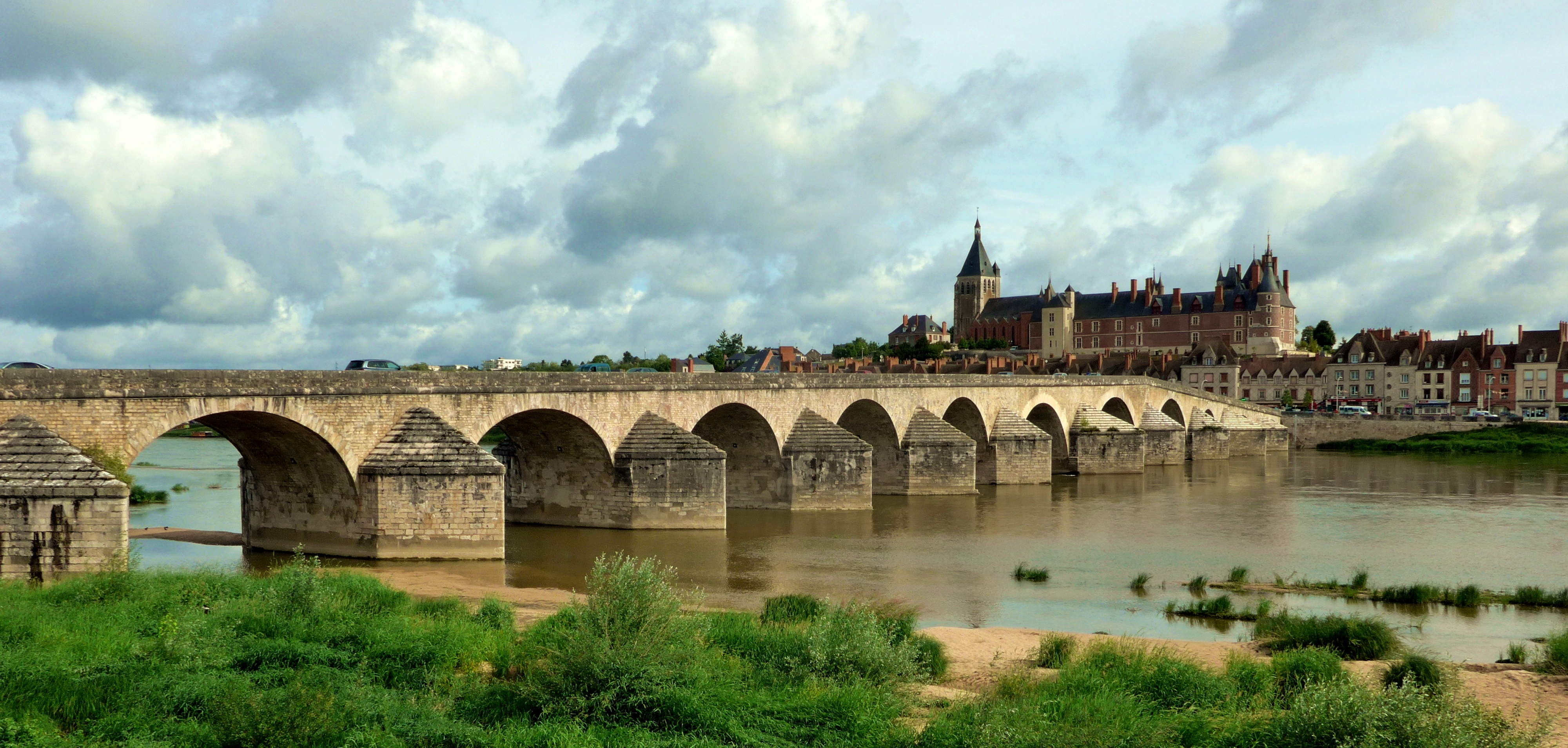
Oostzijde brug
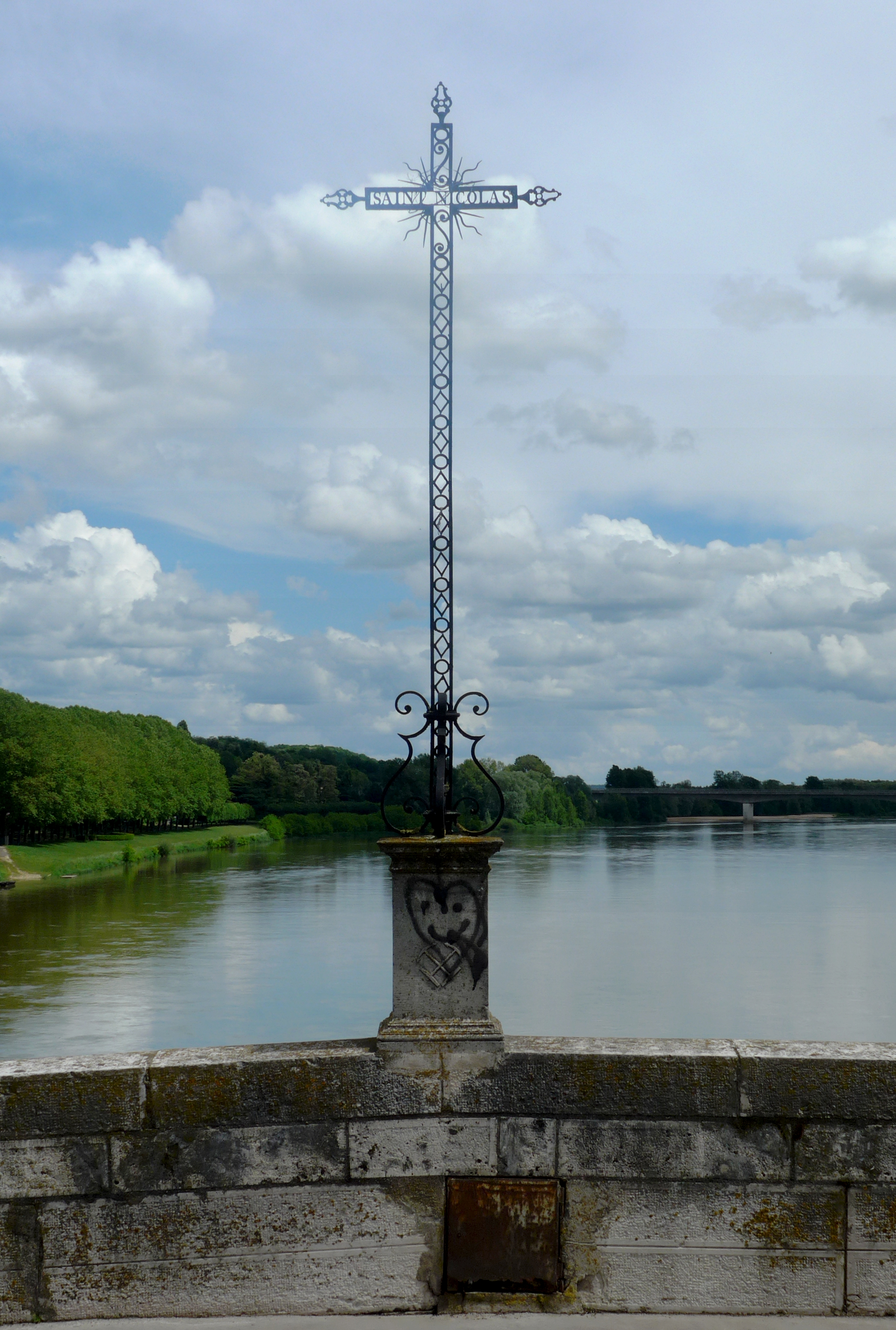
La croix de Saint Nicolas op de brug
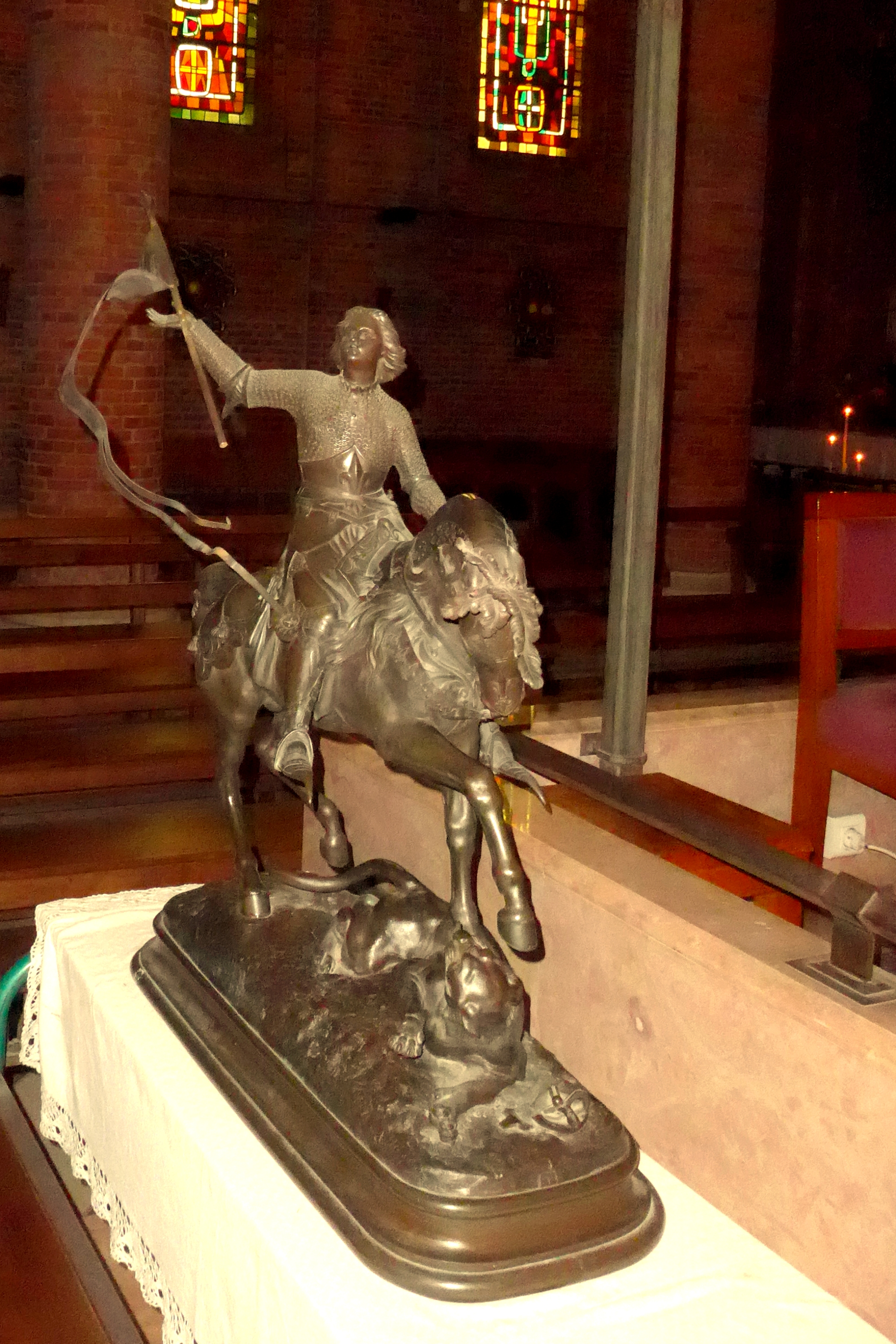
Standbeeld van Jeanne d'Arc in de église Sainte-Jeanne-d'Arc
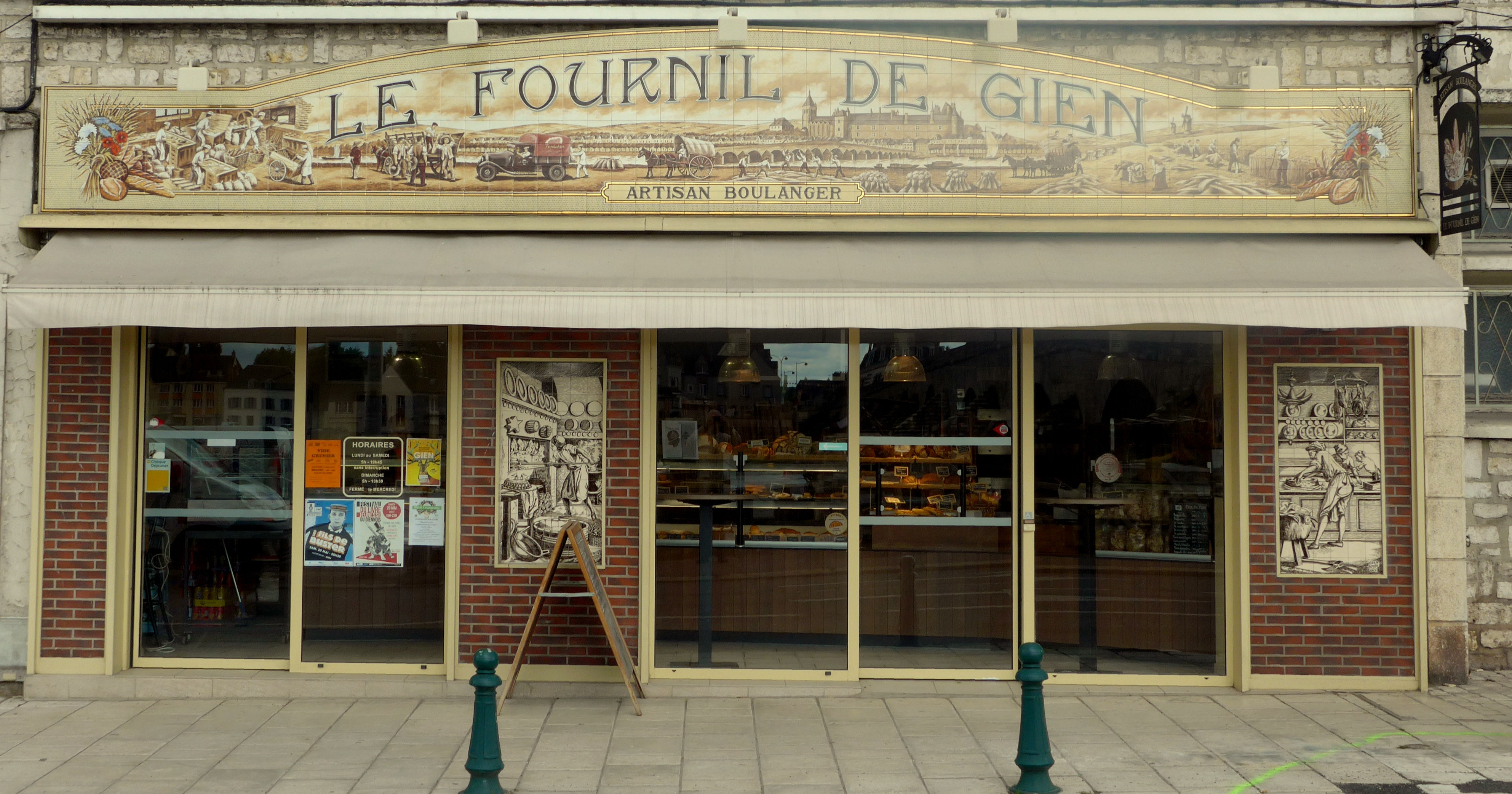
Bakkerswinkel langs de Loire

## Economie en vervoer
In de gemeente ligt spoorwegstation Gien.
Gien is vooral bekend voor de aardewerkfabriek waar de Faïence de Gien wordt geproduceerd. Deze fabriek is in 1821 gesticht door de Engelsman Thomas Hall. Ze heeft voor verschillende wereldtentoonstellingen grote voorwerpen uit aardewerk gefabriceerd.
Het aardewerk en andere goederen zoals hout werden vanuit Gien over de Loire verscheept naar de rest van Frankrijk.
De stad heeft een eigen Appellation Controlée voor wijn, de Coteaux de Giennois.

## Geografie
De oppervlakte van Gien bedroeg op 1 januari 2022 67,86 vierkante kilometer; de bevolkingsdichtheid was toen 197,9 inwoners per km².
De onderstaande kaart toont de ligging van Gien met de belangrijkste infrastructuur en aangrenzende gemeenten.

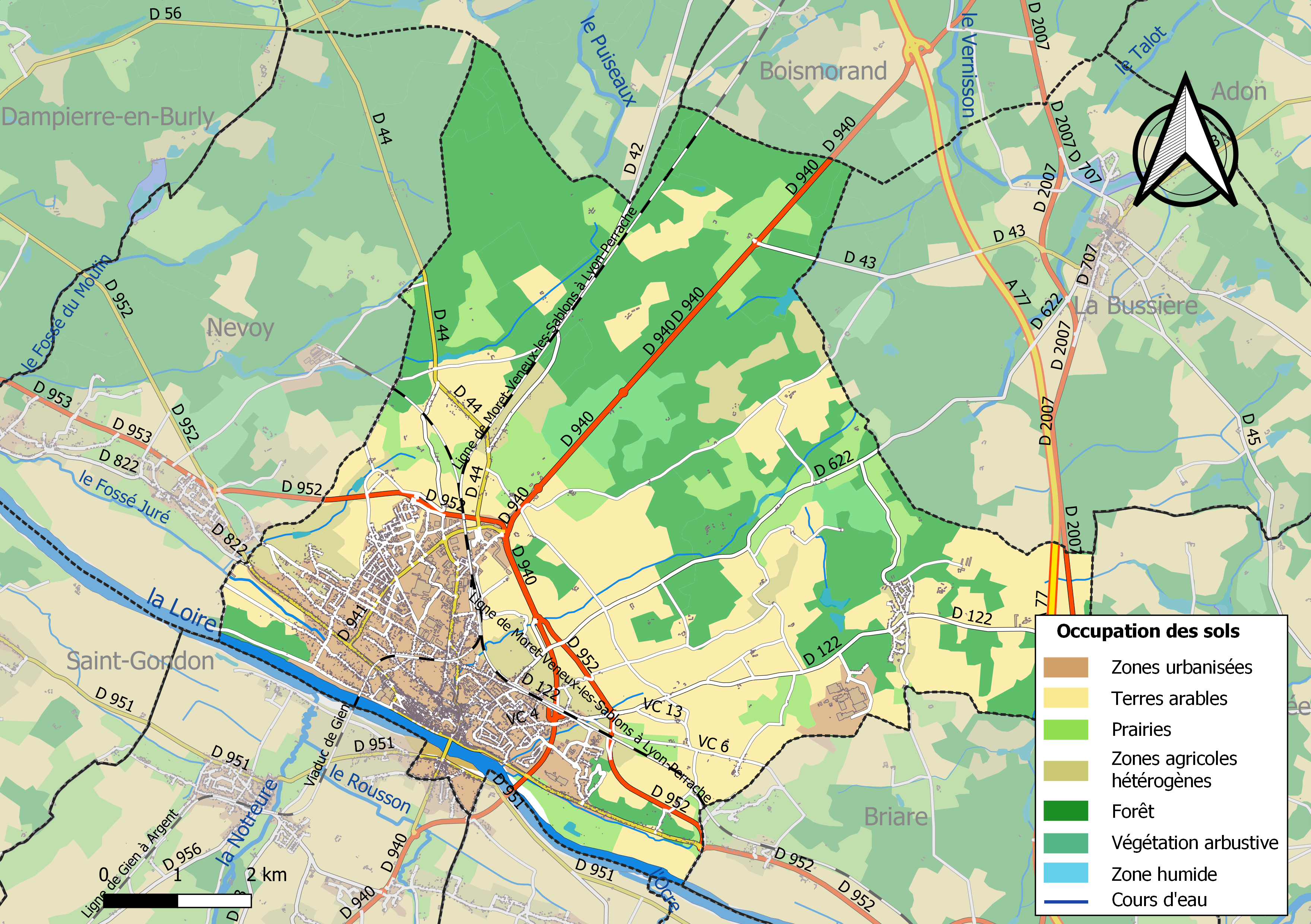

## Demografie
Onderstaande figuur toont het verloop van het inwoneraantal van Gien vanaf 1962.

Bron: Frans bureau voor statistiek. Cijfers inwoneraantal volgens de definitie population sans doubles comptes (zie de gehanteerde definities)

## Geboren
- Olivier Sorin (1981), voetballer
- Pierre Rolland (1986), wielrenner